# Kevin Faulk
Pour les articles homonymes, voir Faulk.
College Football Hall of Fame 2022
(en) Statistiques sur pro-football-reference
Kevin Tony Faulk, né le 5 juin 1976 à Lafayette (Louisiane), est un joueur américain de football américain qui évoluait au poste de running back.

## Biographie

### Carrière universitaire
Il effectua sa carrière universitaire avec les LSU Tigers de l'Université d'État de Louisiane où il détient de nombreux records à la course.

### Carrière professionnelle
Il fut drafté en 1999 à la 46e place (deuxième tour) par les Patriots de la Nouvelle-Angleterre avec lesquels il joue actuellement. Running back, il est également kick returner.
Il remporta les Super Bowl XXXVI (saison NFL 2001), Super Bowl XXXVIII (saison NFL 2003) et Super Bowl XXXIX (saison NFL 2004) et participe au Super Bowl XLII (saison NFL 2007).
En 2012, lors d'une cérémonie au Patriots Hall of Fame, Kevin Faulk annonce officiellement sa retraite.

## Vie privée
C'est un cousin éloigné du joueur de football américain Marshall Faulk.